# Animal Soccer
Animal Soccer és un videojoc per a PC. Tracta d'una colla d'equips fets d'animals que fan partits de futbol, però molt bruts; sense faltes.

## Canvi de nom
Es canvien els noms dels clubs i dels jugadors, com ara Deportivo de la Corunha: Deportivo la Gallinha (un equip de gallines), o Puyol: Tortuyol.

## Súpers
Cada cop que es posseeix durant un cert temps la pilota o es fa un gol, se suma una lletra al súper. Per exemple, fas un gol: S; un altre: u, etc., i quan tens tota la paraula et surt una cosa que completa el joc brut. Pitges una tecla i es compleix la trampa:
- Regatejar: vas directe cap a un jugador i te'l regateges.
- Córrer: corres molt de pressa.
- Paret: es posa una paret davant la porteria i impedeix un gol.
- Ultra-xut: xutes amb tanta força que el porter no s'ho pot parar.